# مؤتمر دولونس

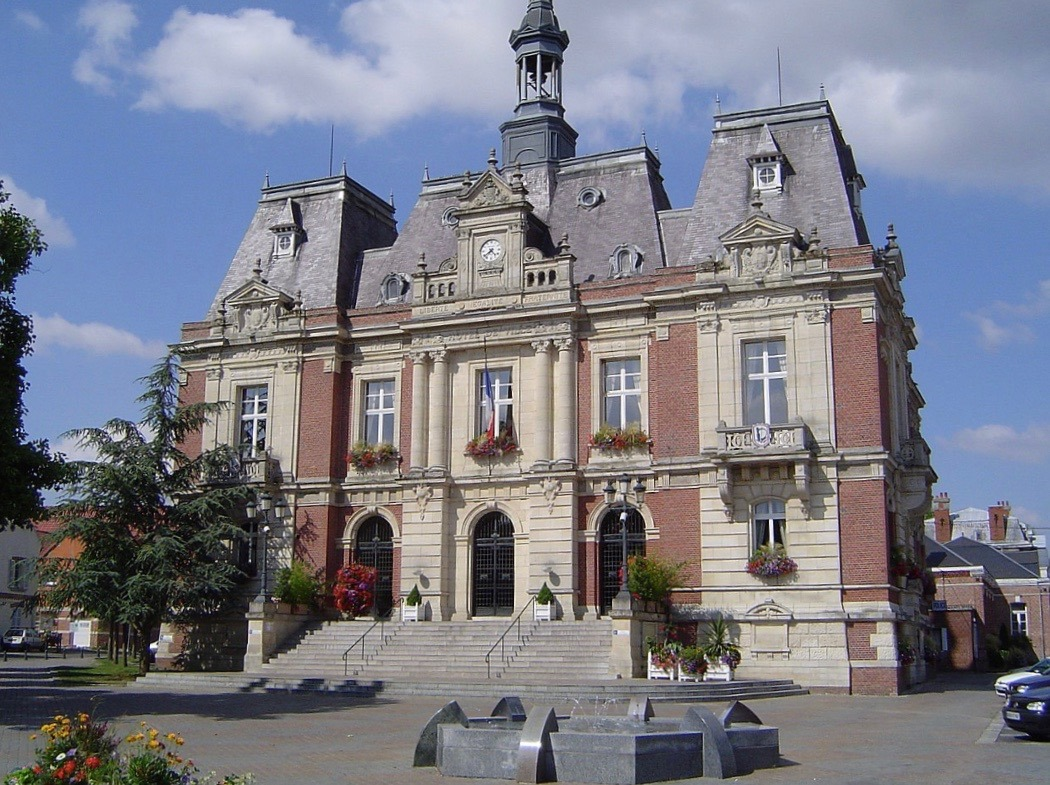

مؤتمر دولونس (بالإنجليزية: Doullens Conference)‏ انعقد في مدينة دولونس في فرنسا، 26 مارس 1918 بين القادة العسكريين الفرنسيين والبريطانيين. كان الهدف من هذا المؤتمر هو تنسيق العمليات العسكرية في الجبهة الغربية